# Wola Kuczkowska (przystanek kolejowy)
Wola Kuczkowska – zlikwidowanyprzystanek osobowy w Woli Kuczkowskiej; w gminie Secemin, w powiecie włoszczowskim, w województwie świętokrzyskim, w Polsce. Otwarty w 1971 przez Polskie Koleje Państwowe.